# Palma de Mallorca
Palma là một đô thị chính trên đảo Mallorca, thuộc quần đảo Baleares, Tây Ban Nha, và là thủ phủ của cộng đồng tự trị quần đảo Baleares.